# (32078) Jamesavoldelli
2000 JQ75 (asteroide 32078) é um asteroide da cintura principal. Possui uma excentricidade de 0.07889490 e uma inclinação de 4.91252º.
Este asteroide foi descoberto no dia 5 de maio de 2000 por LINEAR em Socorro.